# Grand Prix automobile du Canada 1967
GP précédent GP suivant
Le Grand Prix du Canada 1967 (VIIth Canadian Grand Prix), disputé sur le circuit Mosport Park le 27 août 1967, est la cent-cinquante-huitième épreuve du championnat du monde de Formule 1 courue depuis 1950 et la huitième manche du championnat 1967.

## Contexte avant la course

### Le championnat du monde
Depuis la saison précédente, la Formule 1 a adopté la réglementation trois litres pour les monoplaces à moteur atmosphérique, avec également possibilité d'utilisation de moteurs suralimentés, un coefficient deux étant alors appliqué pour la cylindrée (soit un maximum de 1 500 cm3 en cas d'utilisation d'un compresseur volumétrique ou d'un turbocompresseur). La réglementation s'appuie sur les points suivants :
- pas de cylindrée minimale
- cylindrée maximale : 3 000 cm3 si moteur atmosphérique ou 1 500 cm3 si moteur suralimenté
- poids minimal : 500 kg (à sec)
- roues non carénées
- double circuit de freinage obligatoire
- arceau de sécurité obligatoire (le haut du cerceau devant dépasser le casque du pilote)
- démarreur de bord obligatoire
- carburant commercial obligatoire
- ravitaillement en huile interdit durant la course
- distance minimale d'un Grand Prix : 300 km
- distance maximale d'un Grand Prix : 400 km
- distance minimale pour être classé : 90% de la distance parcourue par le vainqueur

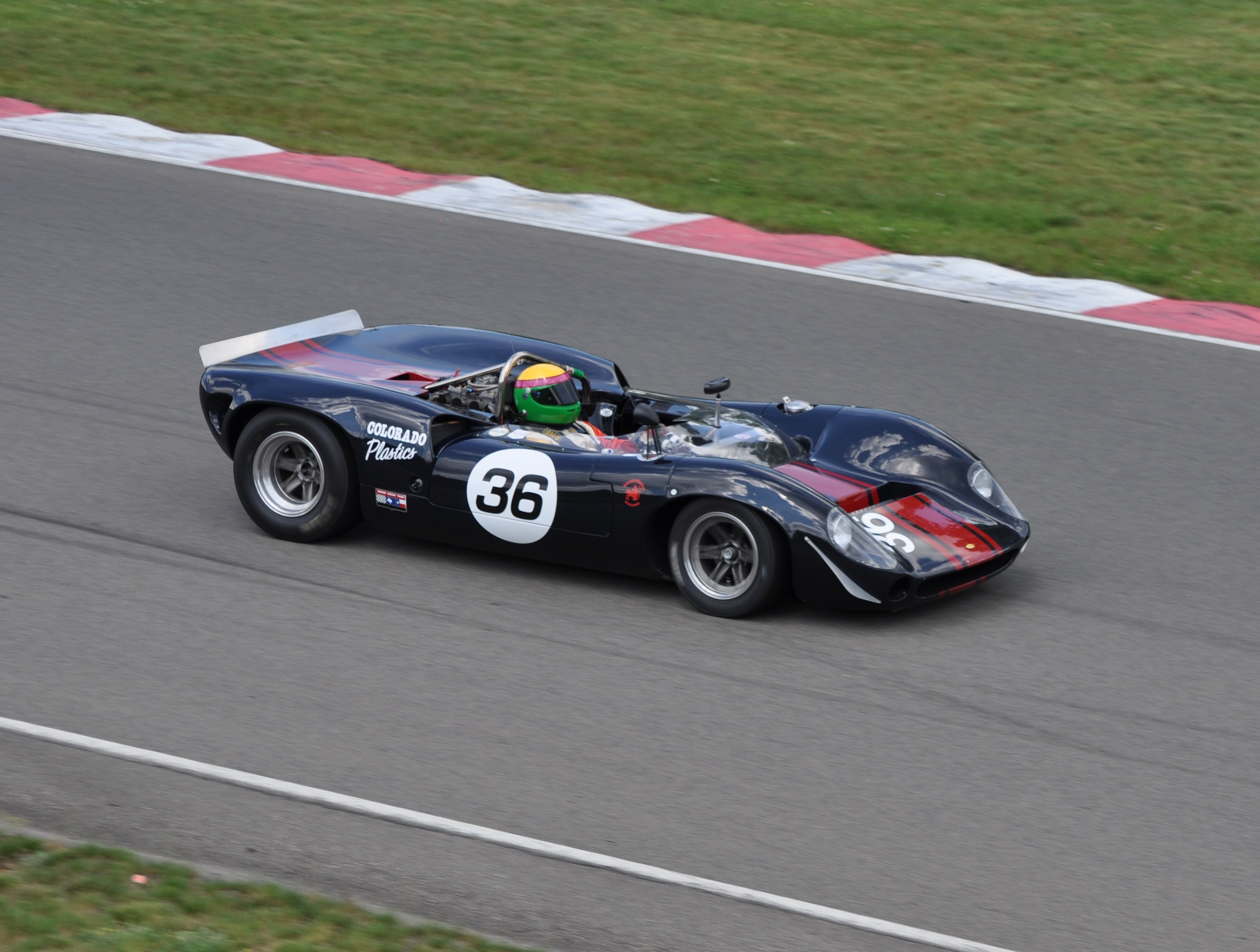
C'est avec une Lola T70 semblable à celle-ci que Dan Gurney a établi le dernier record officiel de la piste, à 171,4 km/h de moyenne.

Bien que les nouvelles Lotus 49, apparues au Grand Prix des Pays-Bas, se soient montrées d'emblée nettement supérieures à leurs concurrentes, c'est une nouvelle fois l'équipe du pilote-constructeur Jack Brabham qui tire les épingles du jeu cette saison grâce à la remarquable fiabilité et à la facilité d'utilisation de ses monoplaces. Vainqueur du Grand Prix de Monaco et du Grand Prix d'Allemagne et figurant constamment aux avant-postes, Denny Hulme est en passe de remporter son premier titre mondial, le pilote néo-zélandais menant le championnat avec douze points d'avance sur son coéquipier Brabham, vainqueur du Grand Prix de France. Bien qu'ayant fait triompher à deux reprises la Lotus 49, Jim Clark a perdu sa position de favori, la fragilité de son matériel l'ayant privé de nombreux résultats.

### Le circuit
Situé à moins de cent kilomètres à l'est de Toronto, dans une région vallonnée, le Mosport Park est un circuit permanent développant près de quatre kilomètres. Inauguré en 1961 à l'occasion d'une course d'endurance remportée par la Lotus 19 de Stirling Moss, il est régulièrement utilisé pour les courses de voitures de sport ou de CanAm. Son tracé accidenté comporte douze virages, dont deux lents et deux courbes rapides sans visibilité. C'est la première fois qu'il est le théâtre d'une course de monoplaces. Auteur au volant de sa Lola T70 d'un tour à 171,4 km/h de moyenne lors de l'édition 1966 du Grand Prix (comptant pour le challenge CanAm), Dan Gurney détient le record officiel du circuit.

## Monoplaces en lice
- Brabham BT24 "Usine"

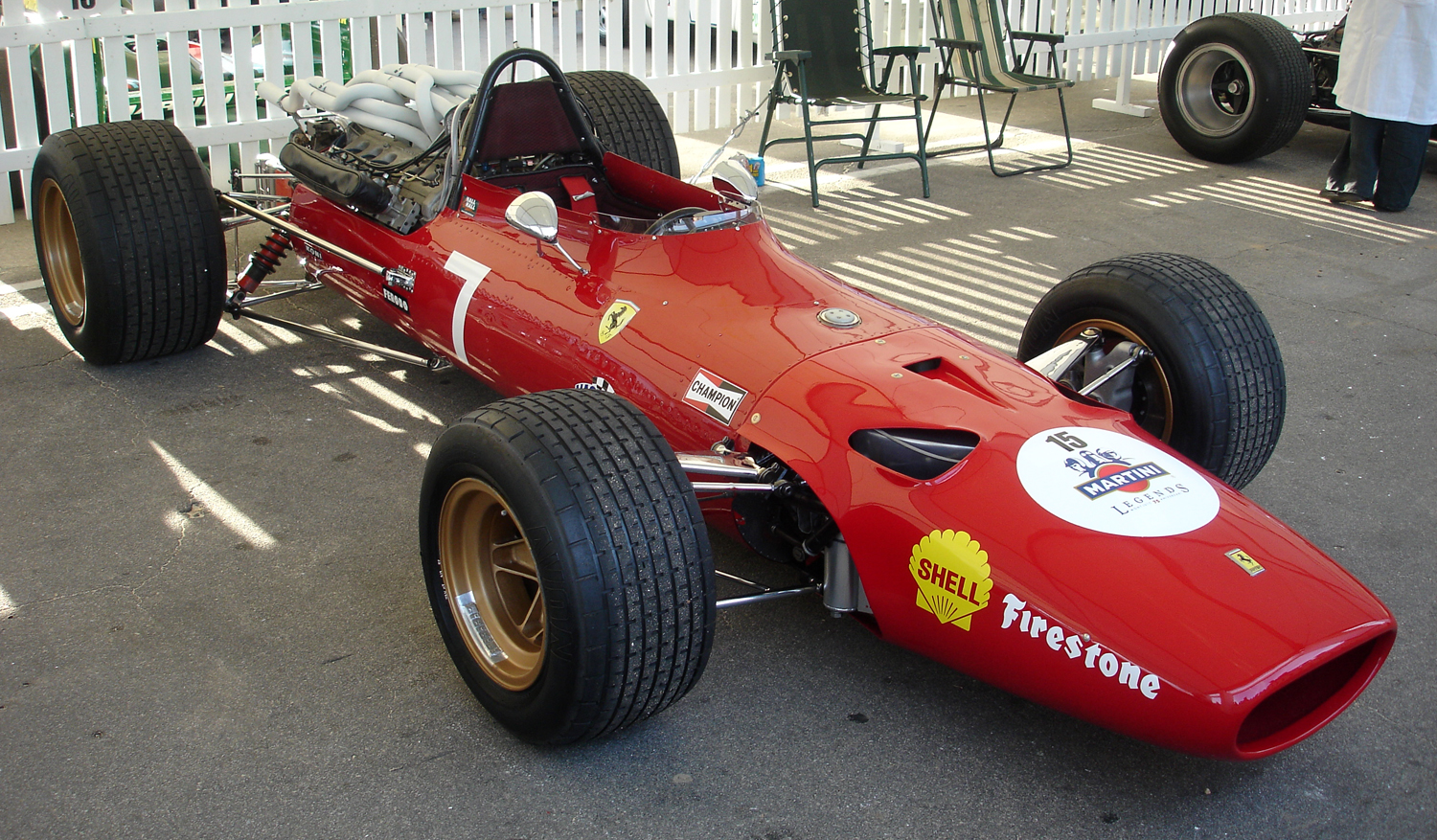
La Ferrari 312/67, vue ici au cours d'une manifestation historique.

Jack Brabham et Denny Hulme disposent des BT24 avec lesquelles ils ont remporté les deux premières places au Nürburgring. Leur conception dérive de celle des BT23 de Formule 2, seule la partie mécanique différant, le châssis multitubulaire de la BT24 recevant un moteur V8 Repco à deux simples arbres à cames en tête et une boîte de vitesses Hewland DG300 à cinq rapports. L'alimentation est assurée par un système d'injection mécanique Lucas. La puissance disponible (330 chevaux à 8000 tr/min) n'est pas très élevée, mais ce robuste V8 se caractérise par une très grande souplesse d'utilisation. Pesant 510 kg à vide, les Brabham sont chaussées de pneus Goodyear.
- Ferrari 312 "Usine"

La Scuderia Ferrari a expédié une seule monoplace au Canada, pour Chris Amon. Il s'agit de la 312/67 à mécanique allégée (bielles en titane, boîte de vitesses compacte) avec laquelle le jeune Néo-Zélandais s'est classé troisième en Allemagne. Cette monoplace à structure monocoque pèse 525 kg et utilise des pneus Firestone. Son V12 avec distribution à trois soupapes par cylindres est alimenté par injection indirecte Lucas ; il délivre 390 chevaux à 10000 tr/min.
- Cooper T81 "Usine"

Après deux premières sorties décevantes, la T86 est en cours de modification à l'usine et l'équipe de Surbiton dispose d'une T81 de la saison passée et d'une T81B (version allégée construite en début d'année), ces deux modèles à structure monocoque étant dotés d'un V12 Maserati à quatre arbres à cames en tête et double allumage, d'une puissance de l'ordre de 360 chevaux à 9000 tr/min. La transmission est assurée par une boîte cinq vitesses Hewland. Premier pilote de l'équipe, Jochen Rindt a opté pour le modèle le plus ancien, qu'il juge plus fiable, l'autre monoplace étant confiée à Richard Attwood qui remplace Pedro Rodríguez, blessé le week-end précédent lors d'une course de Formule 2 disputée sur le circuit d'Enna-Pergusa. La T81 de 1966 pèse 640 kg à vide, contre 620 pour la version la plus récente. Les deux voitures utilisent des pneus Firestone.
- Cooper T81 & T82 privées

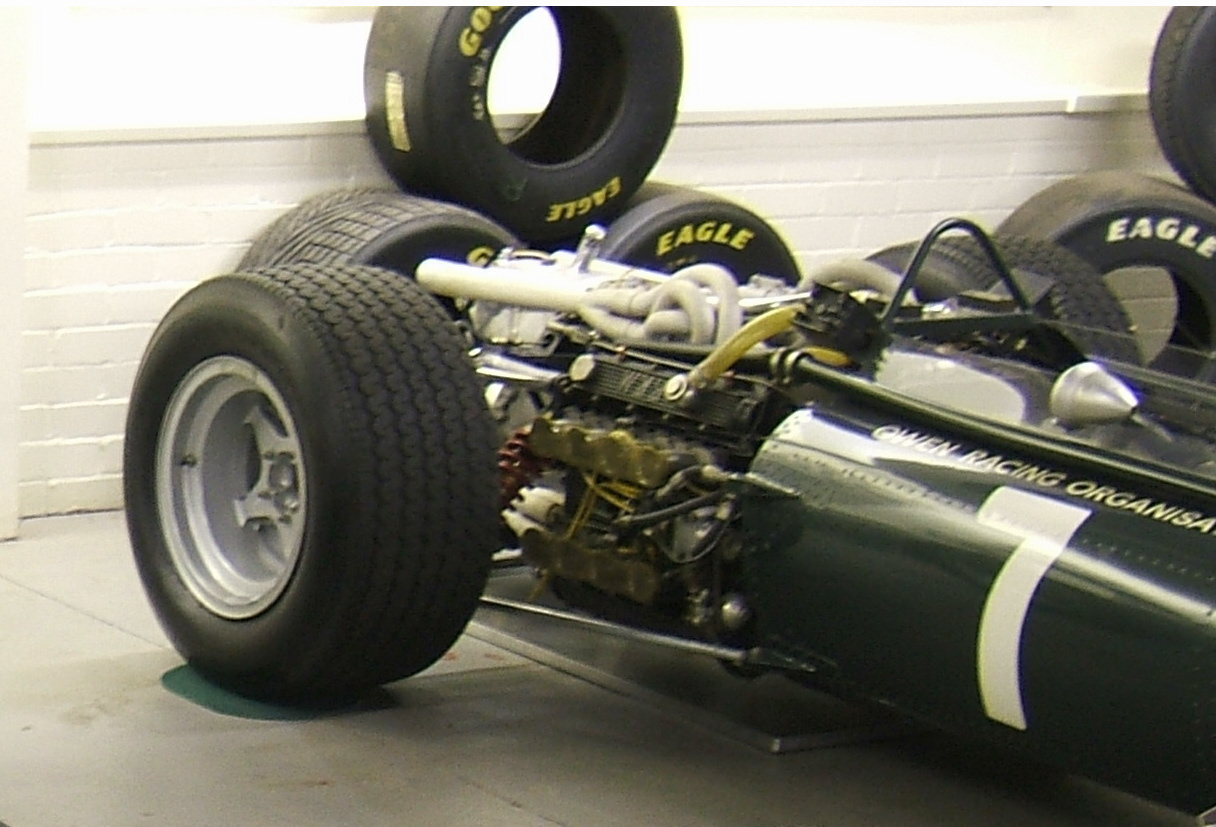
La BRM P83 est dotée du même moteur à 16 cylindres que la P115.

Rob Walker aligne son habituelle Cooper T81 à moteur Maserati, techniquement identique au modèle "Usine" piloté par Rindt. Joakim Bonnier pilote sa propre Cooper T81, dotée d'une ancienne version à simple allumage du V12 Maserati, développant 330 chevaux. Le pilote américain Tom Jones a engagé l'ancienne T82 de Formule 2 de Bonnier. Ayant fait remplacer le moteur BRM par un V8 Coventry Climax FWMV de deux litres, il a disputé à son volant des épreuves nationales de Formule A et va tenter pour la première fois sa chance en Grand Prix avec cette voiture. Tous trois utilisent des pneus Firestone.
- BRM P83 & P115 "Usine"

Un exemplaire du nouveau moteur BRM V12 a été réalisé, mais c'est pour l'instant le pilote-constructeur Bruce McLaren qui va en bénéficier, le constructeur de Bourne continuant à utiliser ses modèles à moteur 16 cylindres, une P115 pour Jackie Stewart et une P83 de 1966 pour Mike Spence. Les deux modèles, à structure monocoque, ont les mêmes caractéristiques techniques, leur moteur développant 400 chevaux à 10000 tr/min. La transmission est assurée par une boîte six vitesses conçue et réalisée en interne. La P115 pèse 665 kg vide, contre 700 pour la P83. Les BRM utilisent des pneus Goodyear.
- BRM P83 & P261 privées

Le Reg Parnell Racing engage une P83 prêtée par l'usine pour Chris Irwin, identique à celle de Spence. Comme à Circuit de Silverstone, David Hobbs pilote la P261 du Bernard White Racing, une monoplace pesant 500 kg dont le V8 de deux litres développe 270 chevaux. Ces deux BRM privées sont chaussées de pneus Goodyear.
- Lotus 49 "Usine"

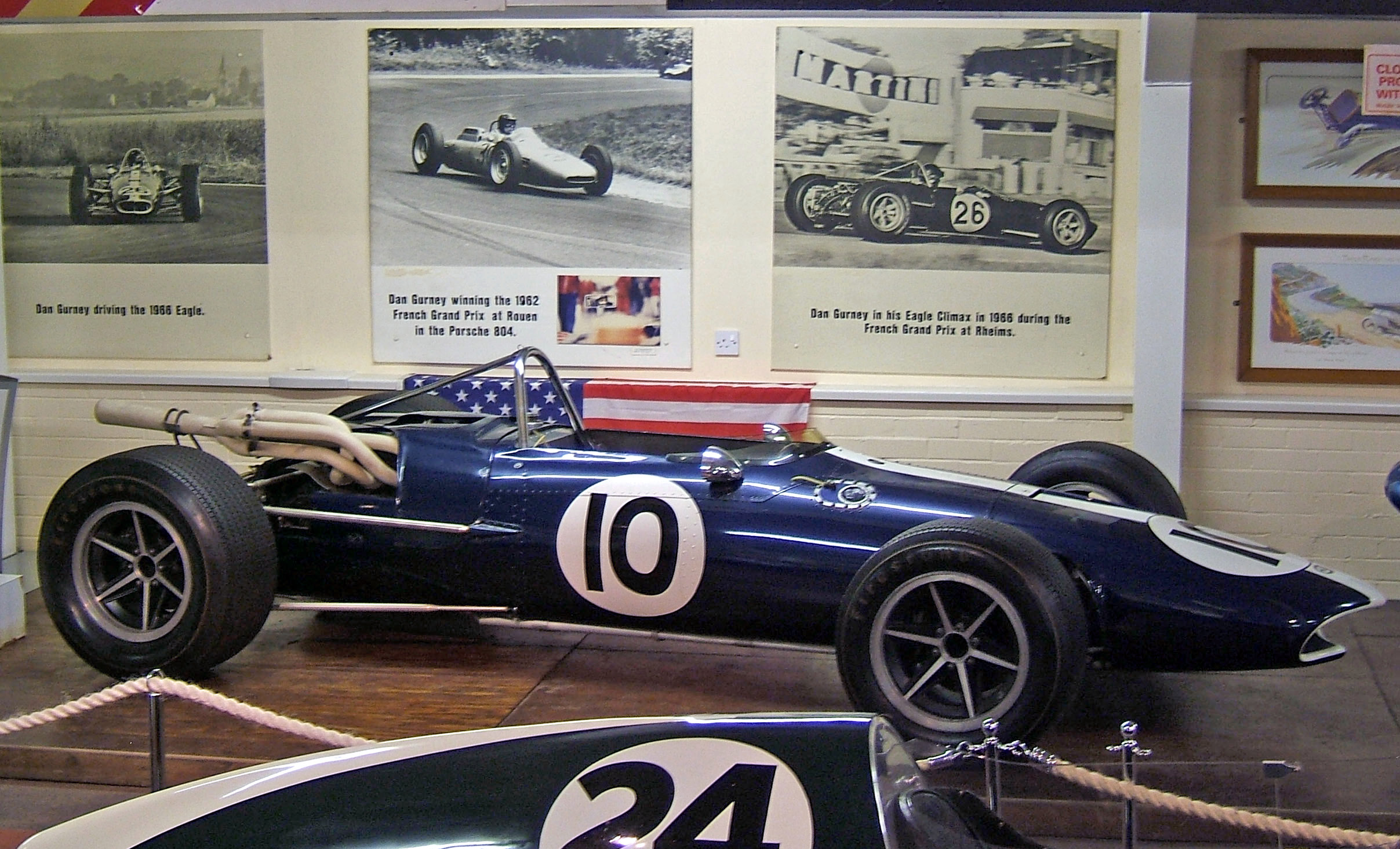
L'Eagle T1F confiée à Al Pease est dotée d'un ancien moteur Climax à 4 cylindres.

L'équipe de Colin Chapman a amené ses trois Lotus 49 à moteur V8 Cosworth DFV, Jim Clark et Graham Hill pilotant leurs voitures habituelles tandis que le châssis de réserve sera confié pour la circonstance au Canadien Eppie Wietzes, qui n'a aucune expérience en monoplace. Inaugurant le principe du moteur porteur, les Lotus 49 ont un châssis monocoque réduit à la partie avant et au cockpit, le V8 (directement boulonné à l'arrière de la coque) supportant le train moteur. Développé avec le soutien financier de Ford, le Cosworth DFV est compact et léger (168 kg pour l'ensemble moteur, embrayage et accessoires). Alimenté par injection indirecte Lucas et doté d'une distribution à deux doubles arbres à cames et 48 soupapes, il fournit 400 chevaux à 9000 tr/min. La transmission est assurée par une boîte cinq vitesses ZF. Afin de bénéficier d'un meilleur refroidissement, les disques de freins sont montés en retrait des jantes. Les Lotus utilisent des pneus Firestone.
- Lotus 33 privée

Le pilote privé Mike Fisher a racheté l'ancienne Lotus 33 avec laquelle Graham Hill avait terminé deuxième à Monaco. Conçue sous l'ancienne réglementation 1500 cm3, cette monoplace, maintenant équipée d'un V8 BRM de 1998 cm3 développant 260 chevaux, a été lestée pour atteindre le poids minimal de 500 kg. Elle est chaussée de pneus Firestone.
- Eagle T1G & T1F "Usine"

Son châssis allégé étant en cours de modification à l'usine de Santa Ana, Dan Gurney dispose d'une version à coque en aluminium de son modèle T1G. Motorisée par un V12 Weslake à double arbre à cames en tête et 48 soupapes, cette voiture pèse 575 kg à vide. La puissance disponible est de l'ordre de 410 chevaux à 10000 tr/min. L'équipe avait initialement pris un engagement pour Bruce McLaren, mais celui-ci pilotant sa propre voiture, la place a été proposée au pilote local Al Pease, soutenu par Castrol. Le Canadien s'est vu confier le premier modèle T1F, doté d'un moteur quatre cylindres Climax FPF de 2,7 litres, d'une puissance de l'ordre de 260 chevaux. Les Eagle utilisent exclusivement des pneus Goodyear.
- McLaren M5A "Usine"

Bruce McLaren étrenne sa nouvelle M5A, développée à partir de la M4A de Formule 2, avec arrière élargi pour loger le tout récent moteur V12 BRM. Achevée en février 1967, cette monoplace n'a effectué ses premiers tours de roues, un test de soixante kilomètres sur la piste de Goodwood, que quelques jours avant l'épreuve canadienne, BRM ayant pris plusieurs mois de retard dans l'élaboration de son V12, extrapolé du V8 utilisé en Formule Tasmane. Équipée d'une boîte cinq vitesses également d'origine BRM, la M5A pèse 510 kg à vide. Alimenté par un système d'injection indirecte Lucas, le V12 est donné pour 356 chevaux à 9000 tr/min. McLaren utilise des pneus Goodyear.

## Coureurs inscrits
| no | Pilote          | Écurie                      | Constructeur | Modèle         | N° châssis | Moteur                  | Pneumatiques |
| -- | --------------- | --------------------------- | ------------ | -------------- | ---------- | ----------------------- | ------------ |
| 1  | Jack Brabham    | Brabham Racing Organisation | Brabham      | Brabham BT24   | BT24/1     | Repco 740 V8            | G            |
| 2  | Denny Hulme     | Brabham Racing Organisation | Brabham      | Brabham BT24   | BT24/2     | Repco 740 V8            | G            |
| 3  | Jim Clark       | Team Lotus                  | Lotus        | Lotus 49       | 49 R2      | Ford Cosworth DFV V8    | F            |
| 4  | Graham Hill     | Team Lotus                  | Lotus        | Lotus 49       | 49 R3      | Ford Cosworth DFV V8    | F            |
| 5  | Eppie Wietzes   | Team Lotus                  | Lotus        | Lotus 49       | 49 R1      | Ford Cosworth DFV V8    | F            |
| 6  | Mike Fisher     | Privé                       | Lotus        | Lotus 33       | 33 R11     | BRM P56 V8              | F            |
| 8  | Richard Attwood | Cooper Car Company          | Cooper       | Cooper T81 B   | F1-1-67    | Maserati 9/F1 V12       | F            |
| 9  | Joakim Bonnier  | Joakim Bonnier Racing Team  | Cooper       | Cooper T81     | F1-5-66    | Maserati 9/F1 V12       | F            |
| 10 | Dan Gurney      | Anglo-American Racers       | Eagle        | Eagle T1G      | 103        | Weslake 58 V12          | G            |
| 11 | Al Pease        | Castrol Oils Limited        | Eagle        | Eagle T1F      | 101        | Coventry Climax FPF L4  | G            |
| 12 | David Hobbs     | Bernard White Racing        | BRM          | BRM P261       | 2615       | BRM P60 V8              | G            |
| 14 | Joseph Siffert  | Rob Walker/Jack Durlacher   | Cooper       | Cooper T81     | F1-2-66    | Maserati 9/F1 V12       | F            |
| 15 | Jackie Stewart  | Owen Racing Organisation    | BRM          | BRM P115       | 1151       | BRM P75 H16             | G            |
| 16 | Mike Spence     | Owen Racing Organisation    | BRM          | BRM P83        | 8302       | BRM P75 H16             | G            |
| 17 | Chris Irwin     | Reg Parnell Racing          | BRM          | BRM P83        | 8303       | BRM P75 H16             | G            |
| 19 | Bruce McLaren   | Bruce McLaren Motor Racing  | McLaren      | McLaren M5A    | M5A/1      | BRM P101 V12            | G            |
| 20 | Chris Amon      | SpA Ferrari SEFAC           | Ferrari      | Ferrari 312/67 | 312/0005   | Ferrari 242 V12         | F            |
| 41 | Tom Jones       | Privé                       | Cooper       | Cooper T82     | F2-2-66    | Coventry Climax FWMV V8 | F            |
| 71 | Jochen Rindt    | Cooper Car Company          | Cooper       | Cooper T81     | F1-6-66    | Maserati 9/F1 V12       | F            |

## Séances d'essais
À la demande d'une majorité de pilotes ne connaissant pas le circuit de Mosport, trois séances libres ont été accordées par les organisateurs, le jeudi après-midi, le vendredi matin et le samedi matin, les deux sessions qualificatives 
étant programmées les vendredi et samedi après-midi précédant la course.

### Essais libres du jeudi 24 août
Le jeudi après-midi, sous le soleil, seulement dix pilotes testent leurs monoplaces. Parmi ceux-ci, Dan Gurney, qui connait parfaitement le circuit, va se montrer le plus rapide, accomplissant son meilleur tour à 170,4 km/h de moyenne au volant de son Eagle, à une demi-seconde toutefois du record officiel qu'il s'était attribué lors du Grand Prix de 1966 (en CanAm) et à sept dixièmes du temps de qualifications accompli alors par Phil Hill, sur sa Chaparral. Deuxième meilleur temps, Jim Clark a utilisé sa (Lotus) habituelle ainsi que celle destinée au pilote local Eppie Wietzes. Au volant de celle-ci, le champion écossais s'est cependant fait surprendre au moment d'aborder le virage situé en bout de la ligne droite des stands : n'ayant pu rattraper une dérobade du train arrière, il est parti en tête-à-queue à environ 190 km/h, la monoplace s'immobilisant contre le talus. Les bras de suspension sont tordus, aussi Wietzes ne pourra probablement pas disposer de la voiture le lendemain. Sur sa Ferrari, Chris Amon a réalisé des chronos équivalents à ceux de Clark.

### Essais libres du vendredi 25 août (matin)
La plupart des concurrents vont utiliser la matinée du vendredi à adapter réglages de suspension et rapports de boîte de vitesses aux spécificités du circuit, tandis que les mécaniciens de l'équipe Lotus s'affairent à réparer la voiture de Wietzes. Personne ne cherche la performance, aussi les temps de la veille ne sont-ils pas améliorés.

### Première séance qualificative - vendredi 25 août (après-midi)
Il fait chaud et lourd lorsque commence la première séance officielle, en début d'après-midi, sur une piste parfaitement sèche. Jochen Rindt est le premier à prendre la piste, mais il rentre au stand après seulement un tour, la couronne de démarreur de sa Cooper a éclaté et un débris a transpercé la coque, un autre le réservoir de carburant, un troisième endommageant le bloc moteur Maserati ! Le pilote autrichien se retrouve à pied pour le reste de la session. Les pneus «taille basse» Firestone prévus pour le circuit ne sont pas arrivées mais, malgré l'utilisation de gommes non adaptées, Clark est parmi les plus rapides. Testant ensuite des pneus Goodyear, il améliore immédiatement ses temps et après avoir affiné les réglages de suspension réalise un tour à 171,8 km/h de moyenne, égalant le temps réalisé par Phil Hill en qualifications l'année précédente. Graham Hill a également opté pour des pneus Goodyear mais, mécontent de la tenue de route de sa monoplace et souffrant de maux d'estomac, va échouer à plus de deux secondes de son coéquipier. Au volant de sa Brabham, Denny Hulme obtient le deuxième meilleur temps, alors que son patron Jack Brabham, auteur du quatrième chrono derrière la Ferrari de Chris Amon, n'a pu défendre ses chances jusqu'au bout, son moteur émettant une inquiétante fumée avant qu'il n'ait pu parfaire la mise au point de sa monoplace. Malgré des problèmes de carburation et de température d'huile, le pilote-constructeur Bruce McLaren obtient le cinquième temps sur sa nouvelle monture étrennant le V12 BRM. Seulement septième derrière Graham Hill, Gurney a été handicapé par un moteur ne délivrant pas toute sa puissance. Les pilotes de l'équipe BRM ont tous rencontré des ennuis, le «seize cylindres» de Jackie Stewart tournant mal et ses coéquipiers et lui ne parvenant pas à adapter les suspensions au circuit canadien.
| Pos. | Pilote          | Écurie          | Temps        | Écart    |
| ---- | --------------- | --------------- | ------------ | -------- |
| 1    | Jim Clark       | Lotus-Ford      | 1 min 22 s 9 |          |
| 2    | Denny Hulme     | Brabham-Repco   | 1 min 23 s 6 | + 0 s 7  |
| 3    | Chris Amon      | Ferrari         | 1 min 24 s 0 | + 1 s 1  |
| 4    | Jack Brabham    | Brabham-Repco   | 1 min 24 s 7 | + 1 s 8  |
| 5    | Bruce McLaren   | McLaren-BRM     | 1 min 24 s 8 | + 1 s 9  |
| 6    | Graham Hill     | Lotus-Ford      | 1 min 25 s 0 | + 2 s 1  |
| 7    | Dan Gurney      | Eagle-Weslake   | 1 min 25 s 3 | + 2 s 4  |
| 8    | Joseph Siffert  | Cooper-Maserati | 1 min 26 s 6 | + 3 s 7  |
| 9    | Jackie Stewart  | BRM             | 1 min 26 s 7 | + 3 s 8  |
| 10   | Chris Irwin     | BRM             | 1 min 26 s 9 | + 4 s 0  |
| 11   | Joakim Bonnier  | Cooper-Maserati | 1 min 27 s 3 | + 4 s 4  |
| 12   | Richard Attwood | Cooper-Maserati | 1 min 27 s 5 | + 4 s 6  |
| 13   | Mike Spence     | BRM             | 1 min 27 s 7 | + 4 s 8  |
| 14   | David Hobbs     | BRM             | 1 min 29 s 0 | + 6 s 1  |
| 15   | Al Pease        | Eagle-Climax    | 1 min 34 s 0 | + 11 s 1 |
| 16   | Mike Fisher     | Lotus-BRM       | 1 min 35 s 3 | + 12 s 4 |

### Essais libres du samedi 26 août (matin)
Presque toutes les écuries ayant rencontré des problèmes la veille, la matinée est utilisée à réparer et régler au mieux les voitures en vue de la deuxième séance officielle. Épargné par les ennuis, Hulme se montre le plus rapide, sans toutefois égaler son temps de la veille. Son coéquipier Brabham est aux prises avec un moteur fumant de plus en plus ; une grosse fuite d'huile est détectée et l'équipe va devoir, en trois heures, lui monter un nouveau V8 pour qu'il puisse  participer aux derniers essais.

### Deuxième séance qualificative -samedi 26 août (après-midi)
Il fait beau et chaud lorsque commence la dernière session chronométrée. Les pneus «taille basse» Firestone, offrant une meilleure tenue de route que les profils standard, sont enfin disponibles. Clark ne tarde pas à améliorer ses temps de la veille et va accomplir son meilleur tour à 172,9 km/h de moyenne, performance qui lui vaut la pole position. Rétabli physiquement, Graham Hill est parvenu à régler sa monoplace à sa convenance et s'approche à trois dixièmes de son coéquipier, les deux pilotes Lotus devançant Hulme qui complète la première ligne de la grille de départ. Malgré un problème de sélecteur de vitesses, Amon réalise le quatrième chrono, juste devant Gurney (gêné par des problèmes de carburation) et McLaren, dont la nouvelle voiture n'est pas encore parfaitement au point. Presque tous les pilotes ont fait mieux que le vendredi, Brabham étant un des rares à n'avoir pas amélioré, les essais du champion australien ayant été écourtés par un nouveau problème de fuite d'huile dû à un mauvais remontage de la courroie d'entraînement de la pompe. Le champion du monde est relégué au centre de la troisième ligne, entre McLaren et Rindt, qui bénéficiait d'un moteur neuf. Son H16 BRM ayant continuellement des ratés, Stewart n'a pu faire mieux que le neuvième temps et s'élancera de la quatrième ligne, au côté de son coéquipier Mike Spence. Alors qu'il accomplissait une série de tours rapides, Joseph Siffert a vu ses essais brutalement interrompus, la couronne de démarreur de sa Cooper ayant éclaté, sectionnant l'allumage. Jugé trop lent par les organisateurs, le pilote local Tom Jones ne sera pas autorisé à prendre le départ : au volant de sa Cooper personnelle, il a à peine dépassé les 127 km/h de moyenne (un problème électrique l'ayant empêché de boucler un tour lancé), contre plus de 170 km/h pour les meilleurs !
| Pos. | Pilote          | Écurie          | Temps        | Écart    |
| ---- | --------------- | --------------- | ------------ | -------- |
| 1    | Jim Clark       | Lotus-Ford      | 1 min 22 s 4 |          |
| 2    | Graham Hill     | Lotus-Ford      | 1 min 22 s 7 | + 0 s 3  |
| 3    | Denny Hulme     | Brabham-Repco   | 1 min 23 s 2 | + 0 s 8  |
| 4    | Chris Amon      | Ferrari         | 1 min 23 s 3 | + 0 s 9  |
| 5    | Dan Gurney      | Eagle-Weslake   | 1 min 23 s 4 | + 1 s 0  |
| 6    | Bruce McLaren   | McLaren-BRM     | 1 min 23 s 5 | + 1 s 1  |
| 7    | Jochen Rindt    | Cooper-Maserati | 1 min 24 s 9 | + 2 s 5  |
| 8    | Jack Brabham    | Brabham-Repco   | 1 min 25 s 0 | + 2 s 6  |
| 9    | Jackie Stewart  | BRM             | 1 min 25 s 4 | + 3 s 0  |
| 10   | Mike Spence     | BRM             | 1 min 25 s 8 | + 3 s 4  |
| 11   | Chris Irwin     | BRM             | 1 min 26 s 0 | + 3 s 6  |
| 12   | David Hobbs     | BRM             | 1 min 26 s 2 | + 3 s 8  |
| 13   | Joseph Siffert  | Cooper-Maserati | 1 min 26 s 8 | + 4 s 4  |
| 14   | Richard Attwood | Cooper-Maserati | 1 min 27 s 1 | + 4 s 7  |
| 15   | Joakim Bonnier  | Cooper-Maserati | 1 min 28 s 2 | + 5 s 8  |
| 16   | Al Pease        | Eagle-Climax    | 1 min 30 s 1 | + 7 s 7  |
| 17   | Eppie Wietzes   | Lotus-Ford      | 1 min 30 s 8 | + 8 s 4  |
| 18   | Mike Fisher     | Lotus-BRM       | 1 min 31 s 9 | + 9 s 5  |
| 19   | Tom Jones       | Cooper-Climax   | 1 min 51 s 9 | + 29 s 5 |

### Tableau final des qualifications

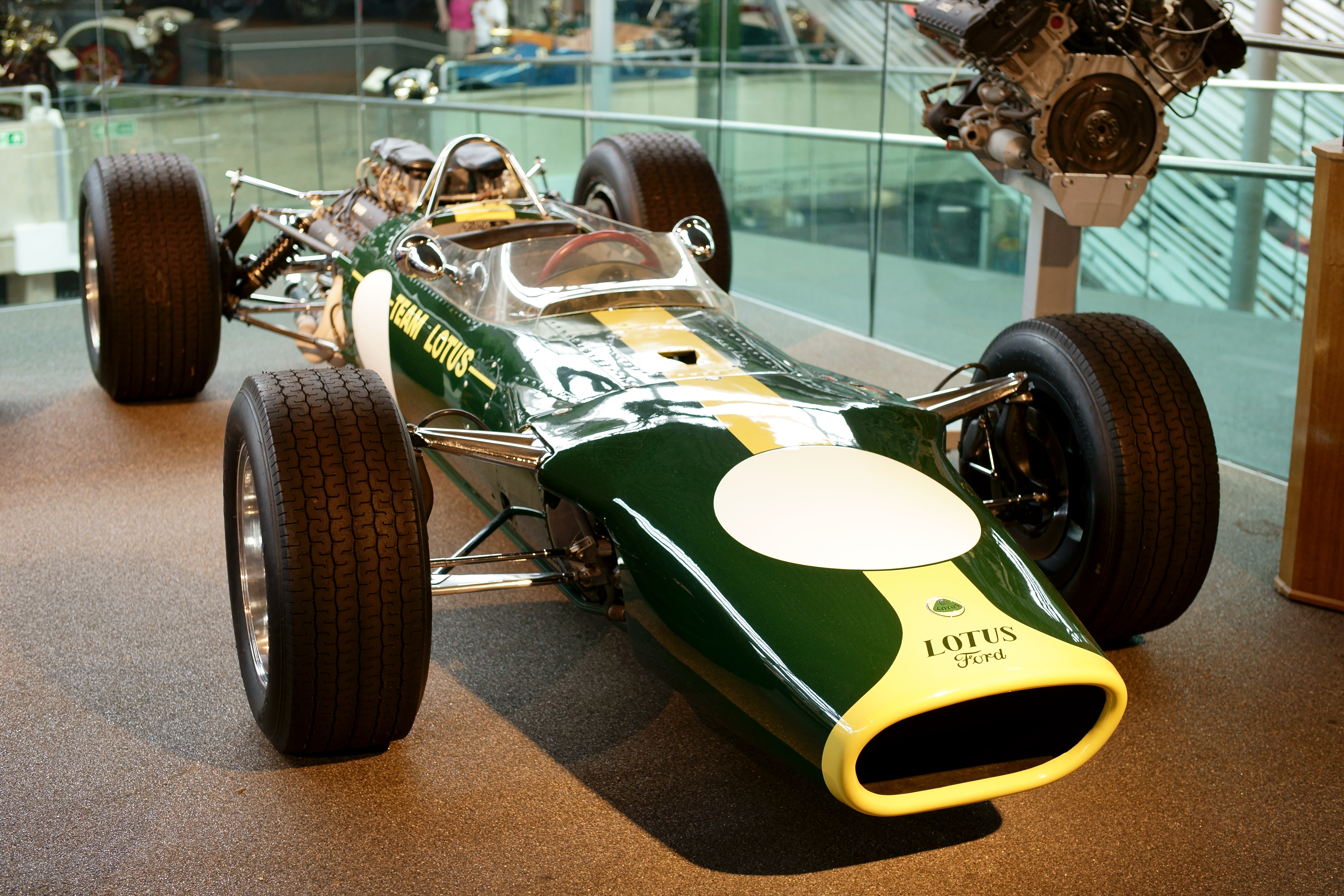
Aux mains de Jim Clark et de Graham Hill, la Lotus 49 a une nouvelle fois surclassé ses rivales lors des essais chronométrés.

| Pos. | Pilote          | Écurie          | Temps        | Écart    | Commentaire               |
| ---- | --------------- | --------------- | ------------ | -------- | ------------------------- |
| 1    | Jim Clark       | Lotus-Ford      | 1 min 22 s 4 |          | temps réalisé le samedi   |
| 2    | Graham Hill     | Lotus-Ford      | 1 min 22 s 7 | + 0 s 3  | temps réalisé le samedi   |
| 3    | Denny Hulme     | Brabham-Repco   | 1 min 23 s 2 | + 0 s 8  | temps réalisé le samedi   |
| 4    | Chris Amon      | Ferrari         | 1 min 23 s 3 | + 0 s 9  | temps réalisé le samedi   |
| 5    | Dan Gurney      | Eagle-Weslake   | 1 min 23 s 4 | + 1 s 0  | temps réalisé le samedi   |
| 6    | Bruce McLaren   | McLaren-BRM     | 1 min 23 s 5 | + 1 s 1  | temps réalisé le samedi   |
| 7    | Jack Brabham    | Brabham-Repco   | 1 min 24 s 7 | + 2 s 3  | temps réalisé le vendredi |
| 8    | Jochen Rindt    | Cooper-Maserati | 1 min 24 s 9 | + 2 s 5  | temps réalisé le samedi   |
| 9    | Jackie Stewart  | BRM             | 1 min 25 s 4 | + 3 s 0  | temps réalisé le samedi   |
| 10   | Mike Spence     | BRM             | 1 min 25 s 8 | + 3 s 4  | temps réalisé le samedi   |
| 11   | Chris Irwin     | BRM             | 1 min 26 s 0 | + 3 s 6  | temps réalisé le samedi   |
| 12   | David Hobbs     | BRM             | 1 min 26 s 2 | + 3 s 8  | temps réalisé le samedi   |
| 13   | Joseph Siffert  | Cooper-Maserati | 1 min 26 s 8 | + 4 s 4  | temps réalisé le samedi   |
| 14   | Richard Attwood | Cooper-Maserati | 1 min 27 s 1 | + 4 s 7  | temps réalisé le samedi   |
| 15   | Joakim Bonnier  | Cooper-Maserati | 1 min 27 s 3 | + 4 s 9  | temps réalisé le vendredi |
| 16   | Al Pease        | Eagle-Climax    | 1 min 30 s 1 | + 7 s 7  | temps réalisé le samedi   |
| 17   | Eppie Wietzes   | Lotus-Ford      | 1 min 30 s 8 | + 8 s 4  | temps réalisé le samedi   |
| 18   | Mike Fisher     | Lotus-BRM       | 1 min 31 s 9 | + 9 s 5  | temps réalisé le samedi   |
| 19   | Tom Jones       | Cooper-Climax   | 1 min 51 s 9 | + 29 s 5 | temps réalisé le samedi   |

## Grille de départ
| 1re ligne | Pos. 3                      |                           | Pos. 2                     |                             | Pos. 1                     |
|           | Hulme Brabham 1 min 23 s 2  |                           | G. Hill Lotus 1 min 22 s 7 |                             | Clark Lotus 1 min 22 s 4   |
| 2e ligne  |                             | Pos. 5                    |                            | Pos. 4                      |                            |
|           |                             | Gurney Eagle 1 min 23 s 4 |                            | Amon Ferrari 1 min 23 s 3   |                            |
| 3e ligne  | Pos. 8                      |                           | Pos. 7                     |                             | Pos. 6                     |
|           | Rindt Cooper 1 min 24 s 9   |                           | Brabham 1 min 24 s 7       |                             | McLaren 1 min 23 s 5       |
| 4e ligne  |                             | Pos. 10                   |                            | Pos. 9                      |                            |
|           |                             | Spence BRM 1 min 25 s 8   |                            | Stewart BRM 1 min 25 s 4    |                            |
| 5e ligne  | Pos. 13                     |                           | Pos. 12                    |                             | Pos. 11                    |
|           | Attwood Cooper 1 min 27 s 1 |                           | Hobbs BRM 1 min 26 s 2     |                             | Irwin BRM 1 min 26 s 0     |
| 6e ligne  |                             | Pos. 15                   |                            | Pos. 14                     |                            |
|           |                             | Pease Eagle 1 min 30 s 1  |                            | Bonnier Cooper 1 min 27 s 3 |                            |
| 7e ligne  |                             |                           | Pos. 17                    |                             | Pos. 16                    |
|           |                             |                           | Fisher Lotus 1 min 31 s 9  |                             | Wietzes Lotus 1 min 30 s 8 |

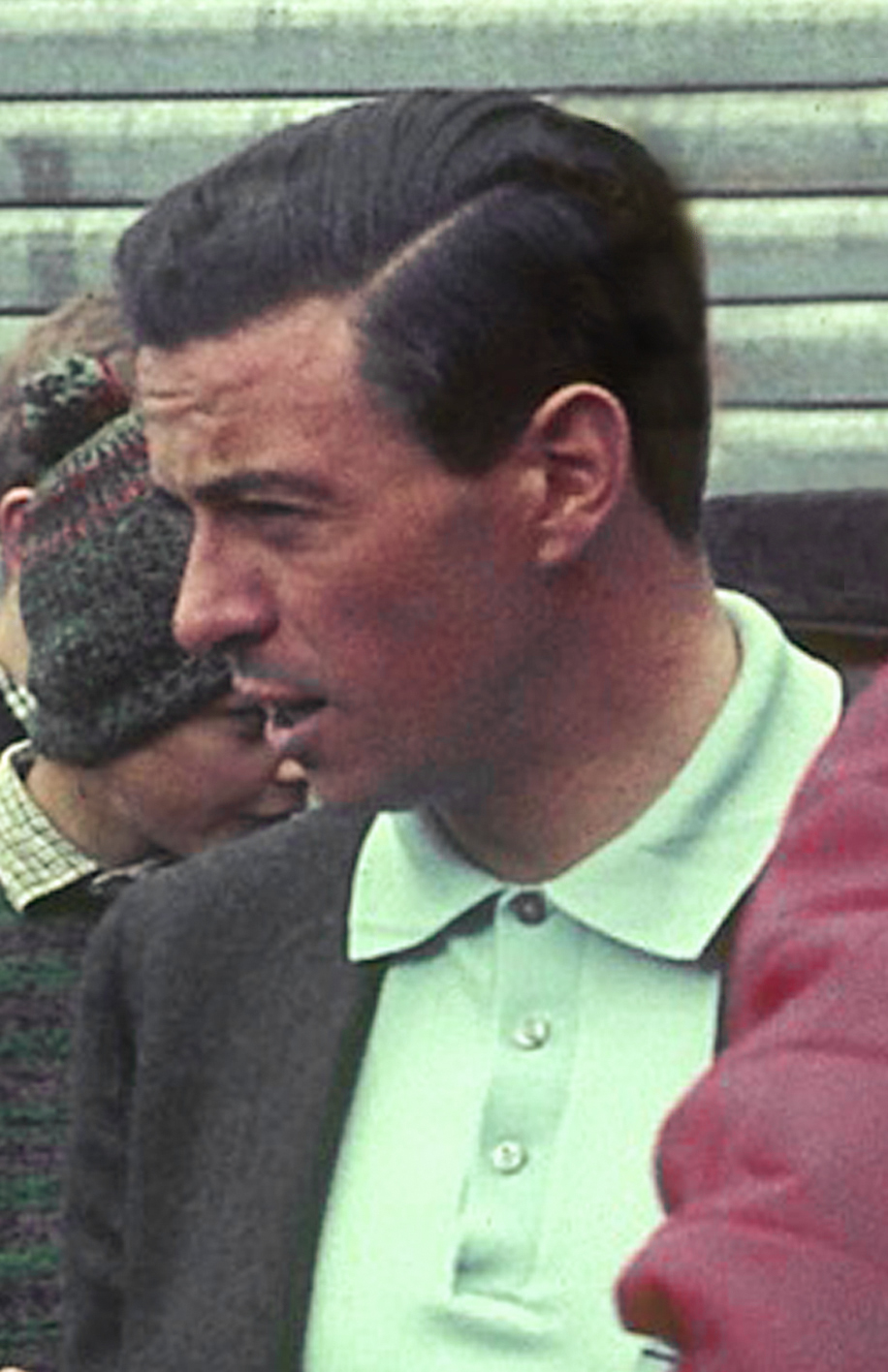
Ayant dominé les deux séances qualificatives, Jim Clark partira une nouvelle fois en pole position.

- Auteur du treizième temps sur sa Cooper, Joseph Siffert aurait dû s'élancer de la cinquième ligne mais a déclaré forfait, couronne de démarreur cassée.

## Déroulement de la course

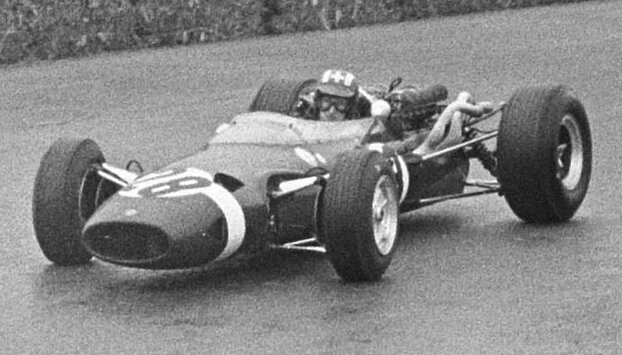
Couronne de démarreur cassée, la Cooper T81 de Joseph Siffert n'a pu pendre part à la course.

À la suite du forfait de la Cooper de Joseph Siffert (dont la couronne de démarreur, réparée le matin même, a de nouveau éclaté), seuls dix-sept pilotes restent en lice. Il s'est mis à pleuvoir en début d'après-midi et le départ est donné sur une piste humide, avec une visibilité réduite. Seul Jack Brabham a équipé sa monoplace de pneus pluie, les autres pilotes chaussés par Goodyear ayant opté pour des pneus intermédiaires, tandis que les clients de Firestone ne peuvent disposer de gommes adaptées aux conditions climatiques, le manufacturier n'ayant pas prévu la pluie. Au volant de sa Lotus, Jim Clark prend d'emblée l'avantage et négocie le premier virage avec déjà plus d'une longueur d'avance sur son coéquipier Graham Hill et sur la Brabham de Denny Hulme. Placé neuvième sur la grille, Jackie Stewart est très bien parti, le pilote BRM ayant déjà débordé cinq voitures. Clark repasse devant les stands avec déjà deux secondes et demie d'avance sur Hulme, qui a distancé Hill. Quatrième à six secondes du leader Stewart est talonné par Brabham. Nettement plus loin vient le reste du peloton, emmené par le pilote-constructeur Bruce McLaren. Déjà auteur d'un tête-à queue lors du warm up, Chris Amon vient d'en effectuer un deuxième et occupe le dernier rang, alors que l'Eagle d'Al Pease, batterie à plat, n'est toujours pas partie ; le pilote canadien va perdre plus d'un quart d'heure avant de pouvoir s'élancer. Au cours du deuxième tour, tandis que Hulme revient sur Clark, Brabham et McLaren dépassent Stewart. Quelques secondes derrière, sur la deuxième BRM, Mike Spence prend facilement le meilleur sur Dan Gurney, dont l'Eagle semble difficile à maîtriser sur la piste glissante. Au passage suivant, Hulme s'est encore rapproché de la Lotus de tête. Hill est toujours troisième, mais Brabham et Stewart remontent sur lui alors que McLaren, qui venait juste de doubler le champion du monde, a effectué un tête-à-queue et rétrogradé en douzième position. Les conditions de piste s'améliorent sensiblement et Hulme, exploitant au mieux ses pneus intermédiaires, s'empare du commandement de la course et va se détacher peu à peu de Clark. Jochen Rindt, qui occupait la dixième place, s'est arrêté à son stand pour déconnecter sa barre anti-roulis, mais n'a pu en repartir, sa Cooper refusant de redémarrer. Après cinq tours, Hulme a creusé un écart de trois secondes et demie sur Clark, les deux hommes ayant nettement distancé le reste de la meute. Toujours troisième, Hill accuse déjà plus de quinze secondes de retard et Brabham est revenu dans son sillage. Stewart et Spence suivent à bonne distance. Huitième derrière la BRM de Chris Irwin, Gurney continue à perdre du terrain, l'Américain étant sur le point d'être dépassé par McLaren, qui a déjà regagné trois places. Au septième tour, Brabham déborde Hill pour le gain de la troisième place, tandis que McLaren, maintenant septième, revient très rapidement sur les BRM de Stewart et Spence. Hulme est toujours de loin le plus rapide en piste et, après dix tours, a porté son avance sur Clark à treize secondes. Derrière, Brabham est à plus d'une demi-minute de son coéquipier et doit surveiller la remontée de McLaren, désormais quatrième après s'être successivement imposé à Spence, Stewart et Hill.

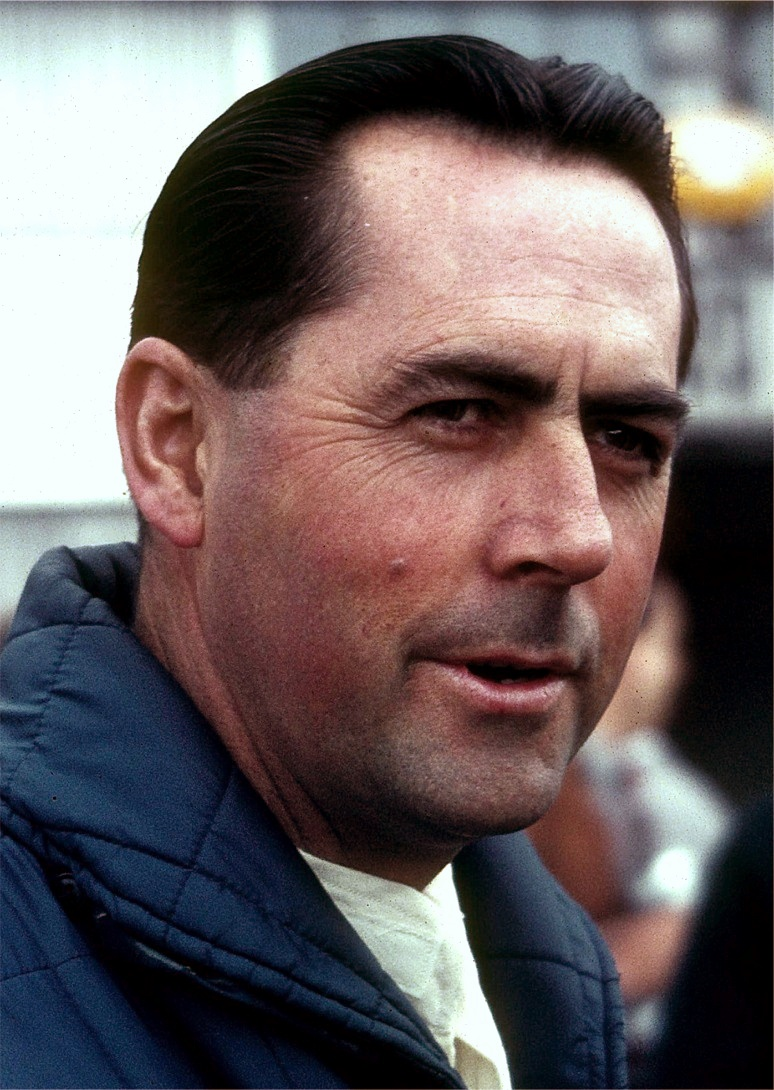
Deuxième victoire en championnat de la saison pour Jack Brabham, auteur d'un parcours sans-faute.

McLaren hausse encore le rythme et dépasse bientôt Brabham. Il compte encore près d'une demi-minute de retard sur Clark, mais celui-ci ne peut tenir la cadence, ses pneus n'étant pas adaptés à l'état de la piste. Au quinzième tour, alors que Stewart vient de doubler Hill, McLaren n'est plus qu'à une vingtaine de secondes de la Lotus. Cinq boucles plus tard, l'écart n'est plus que de quatre secondes, alors que Stewart s'est nettement rapproché de Brabham, quatrième. Irwin est sorti de la route ; il est ensuite parvenu à rejoindre son stand mais boue et sable ont coincé une guillotine d'accélérateur, contraignant le pilote britannique à l'abandon. La pluie cesse et la trajectoire s'assèche légèrement, la moyenne augmentant peu à peu. Les pneus intermédiaires font la différence et McLaren fond sur Clark, s'emparant facilement de la deuxième place. Il se trouve alors à vingt-six secondes de Hulme, dont l'allure ne faiblit pas. Peu après Stewart déborde Brabham pour le gain de la quatrième place. En trois tours, le pilote BRM revient dans les roues de Clark et le passe sans coup férir dans la ligne droite des stands, se hissant en troisième position. Mais l'adhérencee est désormais nettement meilleure qu'en début d'épreuve. Dans ces conditions, Clark reprend bientôt l'avantage sur son compatriote. Il peut désormais exploiter pleinement les 400 chevaux de sa monoplace, tout comme Gurney qui vient de concéder un tour à Hulme mais peut désormais tenir la cadence du leader. Au tiers de la course, Clark a repris la deuxième place à McLaren, qui s'est fait rejoindre par Stewart et Brabham. Gurney est resté dans les roues de Hulme, sur le point de prendre un tour d'avance à Hill. Lorsque celui-ci laisse passer le leader, Gurney en profite pour déborder également la deuxième Lotus, s'emparant ainsi de la sixième place. Peu après, Brabham double Stewart et s'apprête à donner la chasse à McLaren, troisième, qui le précède de cinq secondes. Il le rattrape peu avant la mi-course, alors que Clark, qui améliore continuellement le record de la piste (désormais pratiquement sèche), a réduit à une quinzaine de secondes son retard sur Hulme. Resté longtemps dans le sillage du Néo-Zélandais, Gurney vient de repasser devant lui, revenant dans le même tour. Brabham ne tarde pas à reprendre la troisième place à McLaren, qui ne peut plus tenir la cadence des hommes de tête, son moteur commençant à avoir des ratés. Clark continue à grignoter son retard sur Hulme. Au cinquantième tour, il est à moins de neuf secondes, cinq boucles plus tard à moins de trois. Au cours du cinquante-septième tour, le pilote écossais rejoint son adversaire et porte une première attaque, mais Hulme résiste, récupère aussitôt le commandement et c'est avec une centaine de mètres d'avance qu'il repasse devant les stands. Mais la pluie s'invite à nouveau ; dans le 'Whites Corner', Hulme dérape légèrement, permettant à Clark de se porter à sa hauteur dans la ligne droite des stands puis de prendre la tête. Hulme s'accroche toutefois au sillage de la Lotus, les deux hommes déboulant roues dans roues durant trois tours avant que, la pluie redoublant, l'Écossais ne creuse subitement l'écart, son adversaire commençant à être gêné par de la buée sur ses lunettes de protection. Entre-temps, Stewart, qui venait de prendre la quatrième place à McLaren, a fait une incursion dans l'herbe et s'est arrêté à son stand pour faire nettoyer entrée d'air et suspension, totalement encrassées. Reparti en sixième position, il va devoir s'arrêter aussitôt après, la commande d'accélérateur ne répondant plus normalement à cause de la présence de sable. Après une nouvelle tentative de nettoyage et une longue intervention sur le câblage, Stewart repart mais n'accomplit même pas une boucle avant de s'arrêter définitivement. Ralenti par des coupures intermittentes de son moteur, McLaren a perdu la troisième place au profit de Gurney. Clark a porté son avance à vingt secondes quand, à l'épingle dénommée 'Moss Corner', le moteur de la Lotus se coupe, allumage noyé. Hulme vient alors de faire un bref passage au stand pour changer ses lunettes. C'est donc Brabham (qui avant l'arrêt de son coéquipier comptait dix-sept secondes de retard sur lui) qui se trouve désormais en tête, avec bientôt une très forte avance car Hulme préfère s'arrêter une deuxième fois pour adapter une visière à son casque ; il conserve sa deuxième place, Gurney étant loin derrière lui. Clark va mettre une dizaine de minutes avant de pouvoir redémarrer sa machine et rejoindre son stand. Il en repartira pour tenter de terminer la course mais n'accomplira qu'un seul tour avant que le moteur ne se taise pour de bon. Batterie pratiquement à plat, McLaren doit s'arrêter au stand pour en changer. Surestimant la capacité de sa batterie, il avait avant le départ fait démonter son alternateur afin de gagner un peu de puissance et de poids mais a perdu son pari, l'intervention lui coûtant cinq minutes et le faisant rétrograder en septième position, derrière Amon. Seuls dans le même tour, Brabham et Hulme ne prennent désormais aucun risque sous la pluie battante. Gurney a également des problèmes de buée et repasse par la voie des stands afin qu'un de ses mécaniciens lui lance une nouvelle paire de lunettes. Celles-ci atterrissent malencontreusement sur le capot arrière et le pilote californien se résigne à s'arrêter au tour suivant, en profitant pour adopter des réglages favorisant la souplesse du moteur à bas régime. Il conserve cependant sa troisième place, mais Hill n'est plus qu'à une quinzaine de secondes de lui. Le Britannique est alors plus rapide et peut viser le podium mais alors qu'il s'emploie à réduire l'écart il effectue un tête-à-queue et cale son moteur. Il va perdre plus d'une minute avant de parvenir, en poussant sa voiture, à le remettre en route et à reprendre la piste ; il conserve toutefois sa quatrième place, Spence et Amon, respectivement cinquième et sixième, étant très attardés. La course se termine sans changement, Brabham remportant sa deuxième victoire de la saison devant Hulme, Gurney et Hill. Peu avant l'arrivée, Amon était revenu à moins de deux secondes de Spence, mais celui-ci est parvenu à conserver sa cinquième place.

### Classements intermédiaires
Classements intermédiaires des monoplaces aux premier, deuxième, troisième, quatrième, cinquième, septième, dixième, quinzième, vingtième, vingt-cinquième, trentième, quarantième, quarante-cinquième, cinquantième, soixantième, soixante-dixième et quatre-vingtième tours,.

### Classement de la course

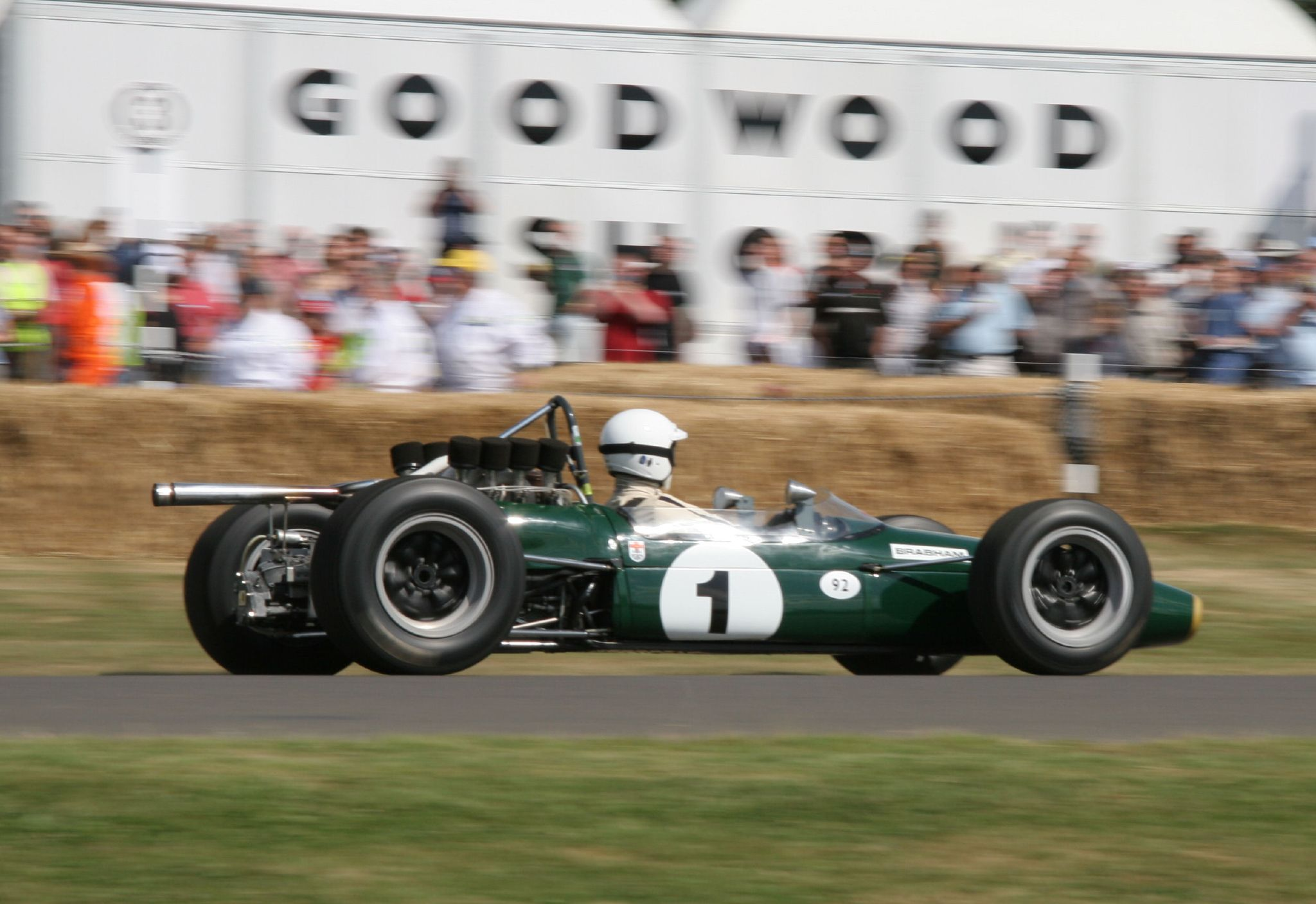
Troisième doublé de la saison pour les Brabham BT24, Jack Brabham s'imposant devant son coéquipier Denny Hulme. Ci-dessus la monoplace de Brabham lors d'une course historique.

| Pos  | N° | Pilote          | Voiture         | Tours | Temps/Abandon                       | Grille | Points |
| ---- | -- | --------------- | --------------- | ----- | ----------------------------------- | ------ | ------ |
| 1    | 1  | Jack Brabham    | Brabham-Repco   | 90    | 2 h 40 min 40 s 0                   | 7      | 9      |
| 2    | 2  | Denny Hulme     | Brabham-Repco   | 90    | 2 h 41 min 41 s 9 (+ 1 min 01 s 9)  | 3      | 6      |
| 3    | 10 | Dan Gurney      | Eagle-Weslake   | 89    | 2 h 42 min 36 s 6 (+ 1 tour)        | 5      | 4      |
| 4    | 4  | Graham Hill     | Lotus-Ford      | 88    | 2 h 42 min 22 s 4 (+ 2 tours)       | 2      | 3      |
| 5    | 16 | Mike Spence     | BRM             | 87    | 2 h 40 min 44 s 6 (+ 3 tours)       | 10     | 2      |
| 6    | 20 | Chris Amon      | Ferrari         | 87    | 2 h 40 min 48 s 2 (+ 3 tours)       | 4      | 1      |
| 7    | 19 | Bruce McLaren   | McLaren-BRM     | 86    | 2 h 42 min 20 s 3 (+ 4 tours)       | 6      |        |
| 8    | 9  | Jo Bonnier      | Cooper-Maserati | 85    | 2 h 42 min 23 s 3 (+ 5 tours)       | 14     |        |
| 9    | 12 | David Hobbs     | BRM             | 85    | 2 h 42 min 32 s 7 (+ 5 tours)       | 12     |        |
| 10   | 8  | Richard Attwood | Cooper-Maserati | 84    | 2 h 42 min 15 s 4 (+ 6 tours)       | 13     |        |
| 11   | 6  | Mike Fisher     | Lotus-BRM       | 81    | 2 h 42 min 41 s 8 (+ 9 tours)       | 17     |        |
| Abd. | 3  | Jim Clark       | Lotus-Ford      | 69    | Allumage                            | 1      |        |
| Dsq. | 5  | Eppie Wietzes   | Lotus-Ford      | 69    | Disqualifié pour aide extérieure    | 16     |        |
| Abd. | 15 | Jackie Stewart  | BRM             | 65    | Accélérateur                        | 9      |        |
| Nc.  | 11 | Al Pease        | Eagle-Climax    | 47    | 2 h 40 min 50 s 3 (Non Classé)      | 15     |        |
| Abd. | 17 | Chris Irwin     | BRM             | 18    | guillotine d'accélérateur encrassée | 11     |        |
| Abd. | 71 | Jochen Rindt    | Cooper-Maserati | 4     | Allumage                            | 8      |        |
| Np.  | 14 | Joseph Siffert  | Cooper-Maserati |       | Allumage                            |        |        |
| Nq.  | 41 | Tom Jones       | Cooper-Climax   |       | Non qualifié                        |        |        |

Légende :
- Abd.=Abandon
- Np.=Non partant

### Pole position et record du tour
- Pole position :  Jim Clark (Lotus) en 1 min 22 s 4 (vitesse moyenne : 172,879 km/h). Temps réalisé lors de la séance d'essais du samedi 26 août[18].
- Meilleur tour en course :  Jim Clark (Lotus) en 1 min 23 s 1 (vitesse moyenne : 171,422 km/h) au cinquante-quatrième tour.

#### Évolution du meilleur tour en course
Le meilleur tour fut amélioré quarante-sept fois au cours de l'épreuve.

### Tours en tête
- Jim Clark : 13 tours (1-3 / 58-67)
- Denny Hulme : 54 tours (4-57)
- Jack Brabham : 23 tours (68-90)

## Classement général à l'issue de la course
- Attribution des points : 9, 6, 4, 3, 2, 1 respectivement aux six premiers de chaque épreuve.
- Pour la coupe des constructeurs, même barème et seule la voiture la mieux classée de chaque équipe inscrit des points.
- Le championnat est divisé en deux demi-saisons, seuls les cinq meilleurs résultats (sur six épreuves) étant retenus pour la première et les quatre meilleurs (sur cinq épreuves) pour la deuxième[18].

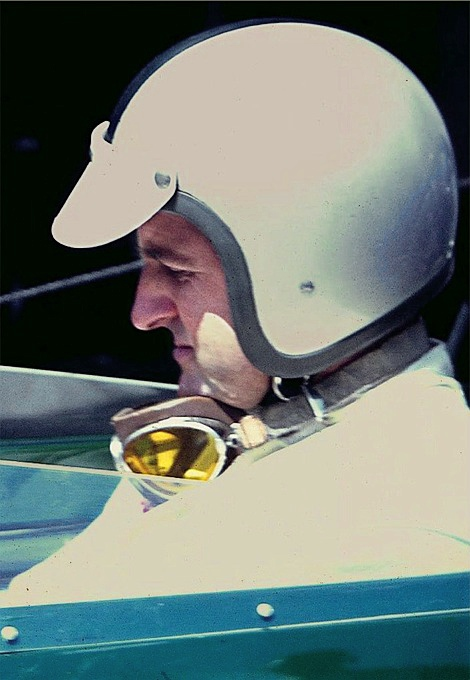
Deuxième au Canada, Denny Hulme conserve la tête au classement provisoire du championnat du monde.

| Pos. | Pilote              | Écurie  | Points | AFS | MON | NL | BEL | FRA | GBR | 1re ½ saison | ALL | CAN | ITA | USA | MEX | 2e ½ saison |
| ---- | ------------------- | ------- | ------ | --- | --- | -- | --- | --- | --- | ------------ | --- | --- | --- | --- | --- | ----------- |
| 1    | Denny Hulme         | Brabham | 43     | 3   | 9   | 4  | -   | 6   | 6   | 28           | 9   | 6   |     |     |     | 15          |
| 2    | Jack Brabham        | Brabham | 34     | 1   | -   | 6  | -   | 9   | 3   | 19           | 6   | 9   |     |     |     | 15          |
| 3    | Chris Amon          | Ferrari | 20     | -   | 4   | 3  | 4   | -   | 4   | 15           | 4   | 1   |     |     |     | 5           |
| 4    | Jim Clark           | Lotus   | 19     | -   | -   | 9  | 1   | -   | 9   | 19           | -   | -   |     |     |     | -           |
| 5    | Pedro Rodríguez     | Cooper  | 14     | 9   | 2   | -  | -   | 1   | 2   | 14           | -   | -   |     |     |     | -           |
| 6    | Dan Gurney          | Eagle   | 13     | -   | -   | -  | 9   | -   | -   | 9            | -   | 4   |     |     |     | 4           |
| 7    | Jackie Stewart      | BRM     | 10     | -   | -   | -  | 6   | 4   | -   | 10           | -   | -   |     |     |     | -           |
| 8    | Graham Hill         | Lotus   | 9      | -   | 6   | -  | -   | -   | -   | 6            | -   | 3   |     |     |     | 3           |
| 9    | John Surtees        | Honda   | 8      | 4   | -   | -  | -   | -   | 1   | 5            | 3   | -   |     |     |     | 3           |
| 10   | John Love           | Cooper  | 6      | 6   | -   | -  | -   | -   | -   | 6            | -   | -   |     |     |     | -           |
| 11   | Mike Spence         | BRM     | 5      | -   | 1   | -  | 2   | -   | -   | 3            | -   | 2   |     |     |     | 2           |
| 12   | Bruce McLaren       | McLaren | 3      | -   | 3   | -  | -   | -   | -   | 3            | -   | -   |     |     |     | -           |
|      | Jochen Rindt        | Cooper  | 3      | -   | -   | -  | 3   | -   | -   | 3            | -   | -   |     |     |     | -           |
|      | Joseph Siffert      | Cooper  | 3      | -   | -   | -  | -   | 3   | -   | 3            | -   | -   |     |     |     | -           |
| 15   | Bob Anderson        | Brabham | 2      | 2   | -   | -  | -   | -   | -   | 2            | -   | -   |     |     |     | -           |
|      | Mike Parkes         | Ferrari | 2      | -   | -   | 2  | -   | -   | -   | 2            | -   | -   |     |     |     | -           |
|      | Chris Irwin         | BRM     | 2      | -   | -   | -  | -   | 2   | -   | 2            | -   | -   |     |     |     | -           |
|      | Joakim Bonnier      | Cooper  | 2      | -   | -   | -  | -   | -   | -   | -            | 2   | -   |     |     |     | 2           |
| 19   | Ludovico Scarfiotti | Ferrari | 1      | -   | -   | 1  | -   | -   | -   | 1            | -   | -   |     |     |     | -           |
|      | Guy Ligier          | Brabham | 1      | -   | -   | -  | -   | -   | -   | -            | 1   | -   |     |     |     | 1           |

| Pos. | Écurie          | Points | AFS | MON | NL | BEL | FRA | GBR | 1re ½ saison | ALL | CAN | ITA | USA | MEX | 2e ½ saison |
| ---- | --------------- | ------ | --- | --- | -- | --- | --- | --- | ------------ | --- | --- | --- | --- | --- | ----------- |
| 1    | Brabham-Repco   | 51     | 3   | 9   | 6  | -   | 9   | 6   | 33           | 9   | 9   |     |     |     | 18          |
| 2    | Lotus-Ford      | 22     | -   | -   | 9  | 1   | -   | 9   | 19           | -   | 3   |     |     |     | 3           |
| 3    | Cooper-Maserati | 21     | 9   | 2   | -  | 3   | 3   | 2   | 19           | 2   | -   |     |     |     | 2           |
| 4    | Ferrari         | 20     | -   | 4   | 3  | 4   | -   | 4   | 15           | 4   | 1   |     |     |     | 5           |
| 5    | Eagle-Weslake   | 13     | -   | -   | -  | 9   | -   | -   | 9            | -   | 4   |     |     |     | 4           |
|      | BRM             | 13     | -   | 1   | -  | 6   | 4   | -   | 11           | -   | 2   |     |     |     | 2           |
| 7    | Honda           | 8      | 4   | -   | -  | -   | -   | 1   | 5            | 3   | -   |     |     |     | 3           |
| 8    | Cooper-Climax   | 6      | 6   | -   | -  | -   | -   | -   | 6            | -   | -   |     |     |     | -           |
|      | Lotus-BRM       | 6      | -   | 6   | -  | -   | -   | -   | 6            | -   | -   |     |     |     | -           |
| 10   | McLaren-BRM     | 3      | -   | 3   | -  | -   | -   | -   | 3            | -   | -   |     |     |     | -           |
| 11   | Brabham-Climax  | 2      | 2   | -   | -  | -   | -   | -   | 2            | -   | -   |     |     |     | -           |

## À noter
- 13e victoire en championnat du monde pour Jack Brabham.
- 10e victoire en championnat du monde pour Brabham en tant que constructeur.
- 8e victoire en championnat du monde pour Repco en tant que motoriste.
- À l'issue de cette course, l'écurie Brabham remporte la Coupe des constructeurs.